# 설수
설수(薛修, ? ~ ?)는 전한 말기의 관료로, 동해군 담현(郯縣) 사람이다. 승상 설선(薛宣)의 동생이자 남양태수 설명(薛明)의 형제이다.

## 행적
태수·장신소부·경조윤을 역임하였다.
설수가 벼슬한 이래로, 계모는 계속 설수와 함께 살았다. 설선이 승상이 되었을 때 설수는 임치령(臨菑令)이었는데, 설선은 계모를 맞이하려 하였으나 설수는 만나지 못하게 하였다.
훗날 계모가 병으로 죽으니, 설수는 관직을 버리고 복상하였다. 설선은 이에 반대하여 서로 다투었으나, 끝내 설수는 복상하였고 이때부터 형제의 사이가 틀어졌다.
훗날 애제가 즉위하였을 때, 이 소문이 조정에 퍼져 설선이 불효자라는 평판이 깔렸다. 한편 설수 또한 승상사직 곽흠의 탄핵을 받아 회양상으로 좌천되었다.

## 출전
- 반고, 《한서》 권19하 백관공경표 下·권72 왕공양공포전·권83 설선주박전

| 전임 손보 | 전한의 경조윤 기원전 8년 ~ 기원전 7년 | 후임 주박 |